# Bhavina Patel
Bhavina Patel (6 de noviembre de 1986) es una deportista india que compite en tenis de mesa adaptado. Ganó una medalla de plata en los Juegos Paralímpicos de Tokio 2020 en la prueba individual (clase 4).

## Palmarés internacional
| Juegos Paralímpicos | Juegos Paralímpicos | Juegos Paralímpicos | Juegos Paralímpicos |
| Año                 | Lugar               | Medalla             | Prueba              |
| ------------------- | ------------------- | ------------------- | ------------------- |
| 2020                | Tokio (Japón)       | Medalla de plata    | Individual 4        |